# カールスボリ飛行場
カールスボリ飛行場（スウェーデン語: Karlsborgs flygplats）は、スウェーデン王国ヴェストラ・イェータランド県カールスボリの南に所在する軍用飛行場。飛行場の所有・管理はスウェーデン要塞庁（Fortifikationsverket（FortV））が担当している。

## 歴史
1939年7月1日に第6航空団「カールスボリ」の新編と共に開設される。既に1913年にはイェスタ・ヴォン・ポラト（sv:Gösta von Porat）がニューポートIV Gに乗ってこの地に訪れ、同地が航空訓練に適しているとした。1915年からは砲兵射撃場にて射撃訓練をする際には最適な位置にあるとして陸軍航空隊がカールスボリを利用していた。
1936年からは大型格納庫の建設が始まり、1937年に敷地は1,600×1,200メートルに拡張される。最初の航空機は開設前の1939年6月28日にSk 11複葉練習機が着陸している。その後同年7月1日に第6航空団「カールスボリ」が新編され同地にて活動していたが、1992年国防決定（sv:Försvarsbeslutet 1992）に基づいて1994年6月30日に解隊され、飛行場としての機能も停止する。
航空団の解隊後、飛行場の大部分はカールスボリ自治体が管理したが、2007年4月30日から要塞庁に移管され飛行場機能が再開される。2011年夏からは敷地内は再び完全隔離化され2012年を目処に基地警備隊が置かれる予定。

## 運用
飛行場は軍用として利用され、スウェーデン軍の全航空機およびヘリコプターの離着陸に対応する。空軍のみならず北欧戦闘群や陸軍の驃騎兵近衛連隊や特殊部隊の訓練でも利用される。国軍サバイバル学校の戦闘捜索救難教育でも厳しい環境を反映して飛行場が使用されている。また飛行場は無人航空機システムの拠点としても運用されている。